# 47e cérémonie des Oscars
La 47e cérémonie des Oscars du cinéma, récompensant les films sortis en 1974, a eu lieu le jeudi 8 avril 1975 à 19h au Dorothy Chandler Pavilion à Los Angeles (Californie).

## Cérémonie

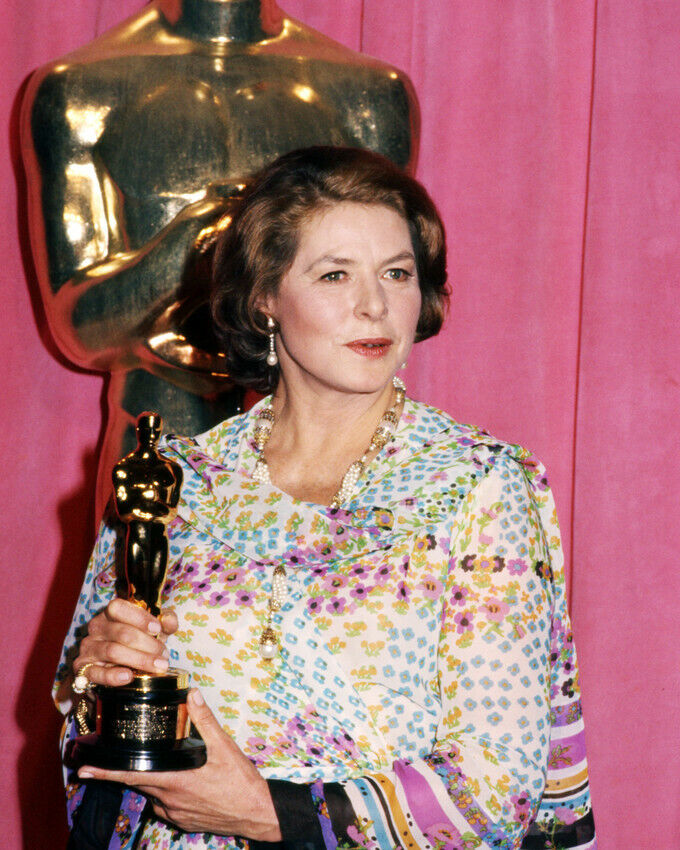
Ingrid Bergman tenant son Oscar de la meilleure actrice dans un second rôle.

La cérémonie fut retransmise sur la NBC.
- Maîtres de cérémonie : Sammy Davis Jr., Bob Hope, Shirley MacLaine et Frank Sinatra
- Producteur : Howard W. Koch
- Metteur en scène : Marty Pasetta
- Auteurs : Hal Kanter, William Ludwig, Leonard Spigelgass
- Directeur musical : John Green

## Palmarès
Les lauréats sont indiqués ci-dessous en premier de chaque catégorie et en gras.

### Meilleur film
- Le Parrain, 2e partie (Mario Puzo's The Godfather: Part II) - Francis Ford Coppola, Gray Frederickson et Fred Roos, producteurs
  - Chinatown - Robert Evans, producteur
  - Conversation secrète (The Conversation) - Francis Ford Coppola et Fred Roos, producteurs
  - Lenny - Marvin Worth (en), producteur
  - La Tour infernale (The Towering Inferno) - Irwin Allen, producteur

### Meilleur réalisateur
- Francis Ford Coppola pour Le Parrain, 2e partie
  - John Cassavetes pour Une femme sous influence (A Woman Under the Influence)
  - Bob Fosse pour Lenny
  - Roman Polanski pour Chinatown
  - François Truffaut pour La Nuit américaine (France)

### Meilleur acteur
- Art Carney pour le rôle de Harry dans Harry et Tonto (Harry and Tonto) de Paul Mazursky
  - Albert Finney pour le rôle de Hercule Poirot dans Le Crime de l’Orient-Express (Murder on the Orient Express) de Sidney Lumet
  - Dustin Hoffman pour le rôle de Lenny Bruce dans Lenny
  - Jack Nicholson pour le rôle de J.J. Gittes dans Chinatown
  - Al Pacino pour le rôle de Michael Corleone dans Le Parrain, 2e partie

### Meilleure actrice
- Ellen Burstyn pour le rôle de Alice Graham-Hyatt dans Alice n'est plus ici (Alice Doesn't Live Here Anymore) de Martin Scorsese[1]
  - Diahann Carroll pour le rôle de Claudine Price dans Claudine de John Berry
  - Faye Dunaway pour le rôle de Evelyn Cross Mulwray dans Chinatown
  - Valerie Perrine pour le rôle de Honey Bruce dans Lenny
  - Gena Rowlands pour le rôle de Mabel Longhetti dans Une femme sous influence

### Meilleur acteur dans un second rôle
- Robert De Niro pour le rôle de Vito Corleone dans Le Parrain, 2e partie[2]
  - Fred Astaire pour le rôle de Harlee Clairborne dans La Tour infernale
  - Jeff Bridges pour le rôle de Lightfoot dans Le Canardeur (Thunderbolt and Lightfoot) de Michael Cimino
  - Michael V. Gazzo pour le rôle de Frankie Pentangeli dans Le Parrain, 2e partie
  - Lee Strasberg pour le rôle de Hyman Roth dans Le Parrain, 2e partie

### Meilleure actrice dans un second rôle
- Ingrid Bergman pour le rôle de Greta Ohlsson dans Le Crime de l’Orient-Express
  - Valentina Cortese pour le rôle de Séverine dans La Nuit américaine
  - Madeline Kahn pour le rôle de Lili von Shtüpp dans Le shérif est en prison (Blazing Saddles) de Mel Brooks
  - Diane Ladd pour le rôle de Flo Castleberry dans Alice n’est plus ici
  - Talia Shire pour le rôle de Connie Corleone dans Le Parrain, 2e partie

### Meilleur scénario original
- Robert Towne pour Chinatown
  - Robert Getchell pour Alice n’est plus ici
  - Francis Ford Coppola pour Conversation secrète
  - Paul Mazursky et Josh Greenfeld pour Harry et Tonto
  - François Truffaut, Jean-Louis Richard et Suzanne Schiffman pour La Nuit américaine

### Meilleure adaptation
- Francis Ford Coppola et Mario Puzo pour Le Parrain, 2e partie
  - Mordecai Richler et Lionel Chetwynd pour L’Apprentissage de Duddy Kravitz (The Apprenticeship of Duddy Kravitz) de Ted Kotcheff (Canada)
  - Paul Dehn pour Le Crime de l’Orient-Express
  - Gene Wilder et Mel Brooks pour Frankenstein Junior (Young Frankenstein) de Mel Brooks
  - Julian Barry (en) pour Lenny

### Meilleure direction artistique
- Dean Tavoularis, Angelo P. Graham et George R. Nelson pour Le Parrain, 2e partie
  - Richard Sylbert, W. Stewart Campbell (en) et Ruby R. Levitt pour Chinatown
  - Alexander Golitzen, E. Preston Ames et Frank R. McKelvy pour Tremblement de terre (Earthquake) de Mark Robson
  - Peter Ellenshaw, John B. Mansbridge, Walter H. Tyler, Al Roelofs (en) et Hal Gausman pour L'Île sur le toit du monde  (The Island at the Top of the World) de Robert Stevenson
  - William J. Creber (en), Ward Preston (en) et Raphaël Bretton pour La Tour infernale

### Meilleurs costumes
- Theoni V. Aldredge pour Gatsby le Magnifique (The Great Gatsby) de Jack Clayton
  - Anthea Sylbert pour Chinatown
  - John Furniss (en) pour Daisy Miller de Peter Bogdanovich
  - Theadora Van Runkle pour Le Parrain, 2e partie
  - Tony Walton pour Le Crime de l’Orient-Express

### Meilleure photographie
- Fred Koenekamp et Joseph Biroc pour La Tour infernale
  - John A. Alonzo pour Chinatown
  - Philip H. Lathrop pour Tremblement de terre
  - Bruce Surtees pour Lenny
  - Geoffrey Unsworth pour Le Crime de l’Orient-Express

### Meilleur montage
- Harold F. Kress et Carl Kress (de) pour La Tour infernale
  - John C. Howard (de) et Danford B. Greene (en) pour Le shérif est en prison
  - Sam O'Steen pour Chinatown
  - Dorothy Spencer pour Tremblement de terre
  - Michael Luciano pour Plein la gueule (The Longest Yard) de Robert Aldrich

### Meilleur son
- Ronald Pierce et Melvin Metcalfe Sr. pour Tremblement de terre
  - Charles Grenzbach et Larry Jost pour Chinatown
  - Walter Murch et Art Rochester (en) pour Conversation secrète
  - Theodore Soderberg (en) et Herman Lewis (en) pour La Tour infernale
  - Richard Portman et Gene S. Cantamessa pour Frankenstein Junior

### Meilleure musique de film
Meilleure partition originale
- Nino Rota et Carmine Coppola pour Le Parrain, 2e partie[3]
  - Jerry Goldsmith pour Chinatown
  - Richard Rodney Bennett pour Le Crime de l’Orient-Express
  - Alex North pour Shanks de William Castle
  - John Williams pour La Tour infernale

Meilleure partition de chansons et adaptation musicale
- Nelson Riddle pour Gatsby le Magnifique
  - Alan Jay Lerner, Frederick Loewe, Angela Morley et Douglas Gamley pour Le Petit Prince (The Little Prince) de Stanley Donen
  - Paul Williams et George Aliceson Tipton pour Phantom of the Paradise de Brian De Palma

### Meilleure chanson
- Al Kasha (musique) et Joel Hirschhorn (paroles) pour We May Never Love Like This Again dans La Tour infernale
  - Euel Box (en) (musique) et Betty Box (paroles) pour Benji's Theme (I Feel Love) dans Benji de Joe Camp
  - John Morris (musique) et Mel Brooks (paroles) pour Blazing Saddles dans Le shérif est en prison
  - Elmer Bernstein (musique) et Don Black (paroles) pour Wherever Love Takes Me dans Gold de Peter Hunt
  - Frederick Loewe (musique) et Alan Jay Lerner (paroles) pour Little Prince dans Le Petit Prince

### Meilleur film étranger
- Amarcord de Federico Fellini •  Italie
  - La tregua de Sergio Renán •  Argentine
  - Lacombe Lucien de Louis Malle •  France
  - Jeux de chat (Macskajáték) de Károly Makk •  Hongrie
  - Plus fort que la tempête (Potop) de Jerzy Hoffman •  Pologne

### Meilleur documentaire
- Le Cœur et l'Esprit (Hearts and Minds), produit par Peter Davis et Bert Schneider
  - Antonia: A Portrait of the Woman Judy Collins, produit par Jill Godmilow (en)
  - Le Défi de la grandeur (The Challenge... A Tribute to Modern Art), produit par Herbert Kline
  - Ne laissons pas les morts enterrer les morts (Ha-Makah Hashmonim V'Echad), produit par Jacques Ehrlich, David Bergman et Haim Gouri
  - The Wild and the Brave, produit par Natalie R. Jones et Eugene S. Jones

### Meilleur court métrage (prises de vues réelles)
- Les borgnes sont rois, produit par Paul Claudon et Edmond Séchan (France)
  - Climb, produit par Dewitt Jones
  - The Concert, produit par Julian Chagrin (en) et Claude Chagrin
  - Planet Ocean, produit par George Casey
  - The Violin, produit par Andrew Welsh et George Pastic

### Meilleur court métrage (documentaire)
- Don't, produit par Robin Lehman
  - City Out of Wilderness, produit par Francis Thompson
  - Exploratorium, produit par Jon Boorstin
  - John Muir's High Sierra, produit par Dewitt Jones et Lesley Foster
  - Naked Yoga (en), produit par Ronald Kass (en) et Mervyn Lloyd

### Meilleur court métrage (animation)
- Closed Mondays, produit par Will Vinton et Bob Gardiner (en)
  - The Family That Dwelt Apart (en), produit par Yvon Malette et Robert Verrall (en)
  - La Faim - Hunger, produit par Peter Foldes et René Jodoin
  - Voyage to Next, produit par Faith Hubley et John Hubley
  - Winnie l'ourson et le Tigre fou (Winnie the Pooh and Tigger Too!), produit par Wolfgang Reitherman

## Oscars spéciaux

### Oscars d'honneur
- Howard Hawks, « un cinéaste américain majeur dont les efforts créatifs tiennent une place remarquable dans le cinéma mondial » (« a master American filmmaker whose creative efforts hold a distinguished place in world cinema. »)
- Jean Renoir, « un génie qui, avec grâce, responsabilité et une enviable dévotion a gagné l'admiration mondiale au travers du cinéma muet, du cinéma parlant, des films, des documentaires et de la télévision » (« a genius who, with grace, responsibility and enviable devotion through silent film, sound film, feature, documentary and television, has won the world's admiration. »)

### Oscar pour une contribution spéciale
- Frank Brendel, Glen Robinson (en) et Albert Whitlock (en) pour Tremblement de terre

### Jean Hersholt Humanitarian Award
- Arthur B. Krim.

## Oscars scientifiques et techniques
Les Oscars scientifiques et techniques ont été remis le 3 avril 1975 à 16h à la Champagne Room du Beverly Wilshire Hotel.

### Oscars scientifiques et d'ingénierie
- Burbank SSD et Samuel Goldwyn SSD pour la création d’une console de contrôle audio
- Quad-Eight Sound Corp. pour la construction de la console de contrôle audio créée par The Burbank Studios Sound Department et du Samuel Goldwyn Studios Sound Department.
- Joseph D. Kelly (Glen Glenn Sound) pour la création d’une nouvelle console de contrôle audio.
- Waldon O. Watson, Richard J. Stumpf et Robert J. Leonard (Universal City SSD) pour le développement d’un Sensurround System pour la projection cinématographique

### Oscars pour une contribution technique
- Elemack Co. (Rome, Italy) pour le développement de la dolly « Spider »
- Louis Ami (Universal City Studios) pour la construction d’une dolly pour les effets-spéciaux

## Statistiques

### Récompenses multiples
6 Oscars
- Le Parrain, 2e partie

3 Oscars
- La Tour infernale

2 Oscars
- Gatsby le Magnifique

### Nominations multiples
11 nominations
- Chinatown
- Le Parrain, 2e partie

8 nominations
- La Tour infernale

6 nominations
- Lenny
- Le Crime de l’Orient-Express

4 nominations
- Tremblement de terre

3 nominations
- Conversation secrète
- La Nuit américaine
- Le shérif est en prison
- Alice n'est plus ici
- Frankenstein Junior

2 nominations
- Une femme sous influence
- Gatsby le Magnifique
- Le Petit Prince
- Harry et Tonto

## Commentaires
- Le Parrain, 2e partie devient la première « suite » à obtenir un Oscar du meilleur film.
- Bert Schneider, lauréat de l'Oscar du meilleur film documentaire, crée la polémique en lisant le télégramme d’un Vietnamien, à la place de son allocution. Plus tard, durant la cérémonie, Frank Sinatra déchargea la responsabilité de l’Académie pour cette déclaration.